# Episodi di Silicon Valley (terza stagione)
La terza stagione della serie televisiva Silicon Valley, composta da 10 episodi, è stata trasmessa negli Stati Uniti d'America dal 24 aprile al 26 giugno 2016 sul canale via cavo HBO.
In Italia la stagione è andata in onda in prima visione sul canale satellitare Sky Atlantic dal 29 giugno al 27 luglio 2016.
| nº | Titolo                         | Prima TV USA   | Prima TV Italia |
| -- | ------------------------------ | -------------- | --------------- |
| 1  | Founder Friendly               | 24 aprile 2016 | 29 giugno 2016  |
| 2  | Two in the Box                 | 1º maggio 2016 | 29 giugno 2016  |
| 3  | Meinertzhagen's Haversack      | 8 maggio 2016  | 6 luglio 2016   |
| 4  | Maleant Data Systems Solutions | 15 maggio 2016 | 6 luglio 2016   |
| 5  | The Empty Chair                | 22 maggio 2016 | 13 luglio 2016  |
| 6  | Bachmanity Insanity            | 29 maggio 2016 | 13 luglio 2016  |
| 7  | To Build a Better Beta         | 5 giugno 2016  | 20 luglio 2016  |
| 8  | Bachman's Earning's Over-Ride  | 12 giugno 2016 | 20 luglio 2016  |
| 9  | Daily Active Users             | 19 giugno 2016 | 27 luglio 2016  |
| 10 | The Uptick                     | 26 giugno 2016 | 27 luglio 2016  |

## Founder Friendly
- Diretto da: Mike Judge
- Scritto da: Dan O'Keefe

### Trama
L'episodio riapre da dove si era conclusa la stagione precedente, Richard ha appena ricevuto la notizia che il seggio di amministratore delegato di Pied Piper non appartiene più a lui, quindi Richard e Erlich vanno alla Raviga insieme a Ron per avere chiarimenti; Laurie gli dice che adesso la Raviga ha deciso di finanziare Pied Piper perché grazie al lavoro di Richard adesso è una società che vale molto, ma che lui non è in grado di gestire, quindi nominerà un nuovo amministratore mentre Richard lavorerà come CTO, quindi sarà lui a dirigere i lavori sulla progettazione dell'algoritmo, inoltre potrà conservare le sue quote e il posto nel consiglio direttivo. Richard però non accetta di lavorare come impiegato nella società da lui creata, quindi minaccia di fare causa alla Raviga, però Ron gli dice che non lo sosterrà perché formalmente lui è il legale della Raviga e non di Richard, facendogli tenere presente che lo aveva avvertito di non fidarsi di Russ Hanneman, il quale ha dato a Laurie i mezzi per neutralizzare Richard. Monica cerca di farlo ragionare, ma lui non vuole nemmeno sentirla dato che anche lei ha votato contro Richard, infatti si sente tradito. Monica gli fa capire che non ha avuto scelta perché se non lo avesse fatto Laurel l'avrebbe cacciata via dal consiglio, e se rimane potrà aiutare Richard in futuro. Richard chiede a Monica di convincere Laurel a dargli un'altra possibilità perché, pur essendo consapevole di aver fallito come manager, lui vuole una seconda possibilità per fare di meglio, ma Monica purtroppo lo informa che Laurie ha già scelto un nuovo amministratore per Pied Piper: Jack Barker, un manager che vanta alle spalle un curriculum di tutto rispetto. Richard non vuole prestarsi a queste condizioni quindi decide di abbandonare Pied Piper, e che i suoi amici verranno con lui. Intanto Gavin scioglie la divisione Nucleus, licenziando tutti i dipendenti che vi lavoravano, e anche se questo costerà sulla loro influenza su alcune proprietà intellettuali, la società ci guadagna molto perché dato che molti dei loro contratti di lavoro non erano validi, i dipendenti licenziati non avranno diritto alla liquidazione e alle quote della Hooli, che resteranno di loro proprietà, inoltre il valore delle azioni della Hooli a Wall Street sono aumentate del 7%. Jared fa una sorpresa a Richard: un elenco di società informatiche che lo vogliono assumere come CTO, invece Erlich decide di conoscere Barker, rimanendo molto affascinato da lui, Barker tra l'altro ammette di aver ammirato il suo lavoro quando era a capo della sua società, l'Aviato. Gilfoyle e Dinesh, pur considerando Richard un ottimo programmatore e una brava persona, ammettono che come manager è stato un fallimento, quindi non se la sentono di abbandonare Pied Piper per lui, specialmente perché, per aiutarlo a sviluppare l'algoritmo hanno lavorato gratuitamente abbandonando gli altri progetti a cui stavano lavorando. Richard si prepara ad andare a un colloquio, ma Erlich cerca di convincerlo a lavorare con Barker, inoltre Gilfoyle e Dinesh lo informano che continueranno a lavorare a Pied Piper e che completeranno l'algoritmo senza di lui, il tutto sfocia in un accesso litigio, però Richard li deride entrambi affermando che loro due non hanno le competenze per finire l'algoritmo senza di lui. Bighetti viene licenziato dalla Hooli, inoltre gli viene imposto di non fare parola con nessuno sui segreti dell'azienda, inoltre gli viene data una liquidazione di 20.000.000 di dollari. Richard va al colloquio, la società che vuole offrirgli il lavoro gli darà l'incarico di supervisionare un progetto, ovvero aggiungere virtualmente dei baffi alle persone in 3D nelle riprese video. Richard sente che questo è un lavoro mediocre ma decide di accettare, però prima preferisce consultarsi con Pete Monahan, dunque telefona al suo studio scoprendo che è finito in prigione. Gilfoyle e Dinesh cercano di completare l'algoritmo ma con scarsi risultati, purtroppo devono dare ragione a Richard perché senza di lui non possono portare a termine il lavoro. Richard va al penitenziario per far esaminare il contratto di lavoro a Pete, lui è finito in carcere per aggressione, dopo aver abusato di alcolici e droghe per festeggiare la vittoria dell'arbitrato. Pete trova strano che lui decida di lasciare la sua società per lavorare come CTO in un'altra azienda che gli offre lo stesso lavoro che avrebbe avuto nella sua, tra l'altro l'incarico che vogliono dargli è molto al di sotto delle sue capacità. Richard gli spiega che il suo orgoglio non gli permette di accettare di lavorare come dipendente nella società da lui creata, ma Pete lo convince a dare a Barker una possibilità, facendogli capire che alle volte bisogna ingoiare il rospo. Richard va a trovare Barker nella sua villa, i due discutono e quindi Barker, prendendo in simpatia Richard, decide di non accettare il lavoro come amministratore delegato per non pestargli i piedi. Richard si appresta a lasciare la villa in auto ma poi fa retromarcia, decidendo di dare a Barker una possibilità.

## Two in the Box
- Diretto da: Mike Judge
- Scritto da: Ron Weiner

### Trama
Richard va dal suo medico per un controllo, il dottore lo informa che è in ottima salute, infatti la cosa è dovuta al fatto che, non dovendo più addossarsi le responsabilità di amministratore delegato, è meno stressato. Gavin non sopporta il fatto che i motori di ricerca della Hooli, quando caricano il nome di Gavin, postino brutte recensioni su di lui, quindi incarica i dipendenti che lui sta per licenziare di manomettere la neutralità dell'algoritmo del motore di ricerca, con la minaccia di non concedere nessuna liquidazione. Barker ha trovato una locazione per i nuovi uffici di Pied Piper, cambiando anche il logo dell'azienda. Barker ha allestito degli uffici con tutti gli optional, infatti spiega a Richard che il modo migliore per assumere dell'ottimo personale è quello di rendere l'azienda confortevole. Richard, Jared, Dinesh e Gilfoyle vanno al lavoro, Barker presenta all'ex amministratore il nuovo team di vendite, Richard è però dell'opinione che sarebbe meglio assumere prima altri programmatori per finire la piattaforma e che è insensato assumere dei venditori se il prodotto da vendere non è ancora completato, ma Barker sostiene che il modo migliore di completare la piattaforma è quello di crearla con il team di vendite che lo aiuteranno a modificarla in base al mercato di vendita. Erlich sente che Richard e gli altri non hanno più bisogno di lui, quindi decide di invitare altri programmatori nell'incubatore, ma non riesce a sbarazzarsi di Jian Yang, il quale non vuole andarsene da casa sua. Richard discute con i dirigenti del reparto vendite, che vorrebbero vendere la piattaforma direttamente alle aziende, anche se questo va contro i piani di Richard che intendeva promuoverla dandola prima gratis agli utenti, Barker però gli fa notare che il suo piano di vendita prevede degli introiti solo tra quattro anni mentre Pied Piper deve lucrare al più presto, Richard però ha paura di modificare la sua piattaforma per adattarla secondo le esigenze della nuova clientela, ma Dinesh e Gilfoyle lo tranquillizzano facendogli tenere presente che il loro algoritmo di compressione dati è sempre il migliore dato che quello della Hooli è stato soppresso mentre quello della End Frame (che è solo una banale imitazione del loro) non può competere. Jared, stufo di vivere con Noah, decide di tornare nel suo appartamento, ma il ragazzo a cui lo aveva affittato non vuole andarsene, e purtroppo prendere dei provvedimenti legali non serve a nulla dato che lo stato della California non tutela i proprietari delle case da coloro che vi vivono in maniera abusiva, quindi Erlich gli permette di vivere nel suo garage. Mentre Richard è in riunione con il team di vendita ha dei diverbi con loro, perché vorrebbero che Richard rendesse la piattaforma meno complessa, ma il ragazzo fa tenere presente che se ciò avvenisse la piattaforma perderebbe ciò che la rende unica. Richard quindi si lamenta con Barker che però non prende le sue difese, convincendolo a rendere più facili le cose al team di vendita perché se loro dovessero lanciare sul mercato un prodotto troppo difficile da vendere il team di vendita potrebbe decidere di lasciare la società. Richard cerca di far capire che Barker che la sua piattaforma potrebbe migliorare il mondo permettendo anche a coloro che dispongono di scarse risorse di accedere a tutti i dati che vogliono, ma Barker gli dice che non conta la piattaforma o l'algoritmo, ma aumentare il valore del pacchetto azionario, e che se renderanno il mondo un posto migliore sarà solo quando inizieranno a guadagnare. Mentre i dipendenti della Hooli, che a breve verranno licenziati, stanno modificando la neutralità del motore di ricerca, uno di loro, Jason, casualmente comprende le funzionalità dell'algoritmo di compressione dati di Richard riuscendo a ricopiarlo, ma invece che condividere la scoperta con Gavin, i dipendenti della Hooli decidono di venderlo. Il team di vendita di Pied Piper ha in mente il nuovo prodotto che venderanno, la "Scatola", un server di archiviazione dati dove le società potranno inserire i loro dati e tenerli al sicuro. Barker sostiene l'idea, al contrario di Richard che invece è deluso dato che questo non ha nulla a che vedere con i suoi progetti.

## Meinertzhagen's Haversack
- Diretto da: Charlie McDowell
- Scritto da: Adam Countee

### Trama
Richard, Gilfoyle e Dinesh fanno una visita al centro elaborazione dati dove verranno applicate le Scatole, tra l'altro apprendono che uno di loro dovrà lavorare lì per un anno, giorno e notte, e supervisionare i lavori. I tre ingegneri informatici non sono per niente entusiasti di abbandonare il progetto della piattaforma per quello dell'Appliance, Barker promette a Richard che in futuro darà un'altra possibilità alla piattaforma, ma Gilfoyle invece è ben consapevole che ciò non avverrà mai e quindi decide di licenziarsi da Pied Piper, al contrario di Dinesh che per la prima volta può godere dell'esperienza di avere uno stipendio sicuro. Richard decide di scavalcare il suo capo e di chiedere aiuto a Laurie, la quale in un primo momento, non essendo per niente soddisfatta della Scatola a favore della piattaforma, sembra propensa a rimettere Barker in riga, ma quando lui minaccia di licenziarsi, Laurel cambia idea e decide di sostenere il progetto della Scatola. Richard chiede a Monica per quale ragione Laurie è stata così arrendevole con Barker in seguito alla sua minaccia di licenziarsi, Monica gli fa capire che se Barker si licenziasse subito dopo essere stato assunto, in seguito al licenziamento di Richard da amministratore, Pied Piper vista dall'esterno sembrerebbe un'azienda debole vittima del caos. Dato che Gilfoyle è nuovamente libero nel mercato, molte aziende informatiche iniziano a corteggiarlo facendogli dei regali, una di loro lo invita nella loro sede per un colloquio, salvo poi scoprire che si tratta dell'odiata End Frame, i quali vogliono Gilfoyle nel loro team informandolo che adesso l'algoritmo di compressione dati di cui dispongono non è più una copia di seconda categoria di quello di Richard, ma ne è diventato una versione praticamente uguale, il merito va attribuito ai dipendenti della Hooli che Gavin aveva licenziato ma che avevano casualmente scoperto il segreto dei codici di Richard, che poi hanno venduto alla End Frame rendendo il loro algoritmo completo. Gilfoyle si rifiuta di lavorare per loro, inoltre informa Richard e il resto della squadra della faccenda, pertanto anche se in un ipotetico futuro loro dovessero nuovamente lanciare la piattaforma sul mercato ormai sarebbe troppo tardi perché la End Frame li avrà già battuti sul tempo. Erlich sprona Richard a non arrendersi, quindi lui e la squadra elaborano un piano: creare la piattaforma lavorando a Pied Piper ma facendo credere a Barker che lavoreranno sulla Scatola usando sottobanco fondi, attrezzature, energia e forza lavoro, e quando la piattaforma sarà completa, anche se Barker si arrabbierà, non potrà fare altro che farsene una ragione e venderla altrimenti farebbe una pessima figura se tutti venissero a conoscenza del fatto che si è fatto raggirare dai suoi dipendenti. Richard, Jared, Dinesh e Gilfoyle vanno al lavoro, entusiasti del loro progetto clandestino, ma Richard inciampa sul tubo di irrigazione del giardiniere che stava innaffiando le piante nell'ufficio, facendo cadere i fogli del progetto segreto, un dirigente incuriosito li raccoglie e li dà a Barker che, furibondo (dopo aver appreso del piano di Richard) decide di confrontarsi a quattrocchi con lui.

## Maleant Data Systems Solutions
- Diretto da: Charlie McDowell
- Scritto da: Donick Cary

### Trama
Barker rimprovera aspramente Richard e i suoi amici dopo aver appreso del loro piano per sabotare la Scatola e lavorare di nascosto sulla piattaforma, dicendo loro che questa riluttanza per il progetto è insensata dato che c'è un team di designer che sta lavorando sulla Scatola, inoltre sta per firmare un contratto molto redditizio con la Maleant, una compagnia che vuole già acquistare un prototipo, minacciando non solo di licenziarli ma anche di far sì che non trovino più lavoro. Richard decide di imporsi e propone a Barker un compromesso: lavoreranno sulla Scatola, ma contemporaneamente Barker permetterà a Richard e al suo team di completare anche la piattaforma perché la realtà dei fatti e che Barker ha bisogno di loro dato che sono i migliori programmatori sul mercato mentre gli unici che possono competere con loro lavorano già per la concorrenza; Barker alla fine accetta. Dempok, il guru personale di Gavin, si sente minacciato dato che Gavin sembra non volerlo più tra i piedi, quindi Dempok decide di rendersi indispensabile per lui facendolo sentire insicuro, mettendogli la pulce nell'orecchio sulla faccenda dell'abbandono di Nucleus, dicendogli che tutti ora lo considerano un debole per aver abbandonato il progetto dell'algoritmo di compressione dati arrendendosi a Richard; il piano ha successo infatti Gavin chiede nuovamente a Dempok dei consigli. Richard, Gilfoyle e Dinesh lavorano sia sulla piattaforma che sulla Scatola, e anche se cercano di non darlo a vedere il progetto della Scatola inizia a coinvolgerli, lavorando a stretto contatto con il designer. Barker dà una pessima notizia a Richard, la Maleant ha deciso di acquistare un'Appliance da un'altra società, ma Richard fa tenere presente a Barker che la loro è nettamente superiore, quindi Richard conferisce con l'amministratore delegato della Meleant e lo convince a ritornare sui suoi passi acquistando la Scatola. Barker si complimenta con Richard per l'affare ben riuscito elogiandolo davanti a Monica e Laurie. Intanto Gavin decide di riavviare il progetto dell'algoritmo di compressione dati. Erlich cerca di assumere nuovi programmatori per l'incubatrice ma scopre che i programmatori ora preferiscono alloggiare in un'altra incubatrice, un'enorme villa. Erlich decide di confrontarsi con il capo della nuova incubatrice scoprendo che altri non è che Bighetti. Con i soldi della liquidazione ottenuti dalla Hooli si è comprato una villa, ma sentendosi a disagio a viverci da solo ha invitato dei programmatori a vivere con lui, senza nemmeno chiedergli l'affitto, ma loro sentendosi in debito gli hanno ceduto una percentuale sulle loro startup, in realtà Bighetti, essendo per natura uno sciocco, non ha capito di aver messo in piedi un'incubatrice, quindi Erlich invece che farselo come nemico, approfitta della sua ingenuità per mettere in piedi una società con lui. Perché Pied Piper possa firmare il contratto con la Meleant è prima necessario che i membri del consiglio direttivo, ovvero Richard, Barker, Erlich, Monica e Laurie, facciano una riunione per esaminare il contratto. Monica fa notare a Richard una strana clausola del contratto: la Meleant acquisterà la Scatola ma a patto che Pied Piper ceda i diritti dell'algoritmo dell'Appliance. Questa clausola è troppo vaga, pertanto non solo la Meleant potrà disporre dell'algoritmo per l'Appliance ma anche per ogni altro prodotto che richiederà il suo utilizzo, quindi Richard non potrà più utilizzarlo per creare la sua piattaforma. Richard si arrabbia con Barker per questo tiro mancino specialmente dopo che lo aveva aiutato, Barker si giustifica dicendogli che cedendo i diritti dell'algoritmo ha venduto la Scatola al triplo del suo prezzo originale, ma aggiungendo che potranno esercitare questa proprietà solo per cinque anni, ma Richard non può aspettare così tanto per completare la sua piattaforma. Richard propone una mozione per annullare il contratto con la Meleant, Erlich vota a favore dell'amico, mentre Laurie vota a favore di Barker perché la piattaforma potrebbe avere un valore di mercato solo a livello ipotetico mentre la Scatola ce l'ha già, tra l'altro anche triplicato. Il voto decisivo è di Monica che però vota a favore di Richard, quindi il contratto con la Meleant viene annullato, provocando la collera di Barker che non accetta la sconfitta. Monica, in compagnia di Richard e dei suoi amici nell'incubatrice, riflette su ciò che accadrà perché sicuramente Laurie la farà estromettere dal consiglio direttivo, poi Gavin telefona a Richard e per il gusto di provocarlo lo informa che ha comprato la End Frame e la loro piattaforma per una cifra di 250.000.000 di dollari. Erlich fa notare ai suoi amici che questo giocherà a loro favore, infatti Gavin inconsapevolmente ha fatto un favore a Richard perché ora grazie a lui gli algoritmi di compressione dati hanno un valore di mercato, tra l'altro molto elevato, superiore a quello della Scatola di Barker, quindi ora Laurie sicuramente sosterrà la piattaforma di Richard. Quest'ultimo va al lavoro con i suoi amici, Laurie li informa (come avevano previsto) che adesso la priorità di Pied Piper sarà quella di completare la piattaforma, aggiungendo anche che Barker è stato licenziato e che dunque il seggio di amministratore delegato per il momento è vacante.

## The Empty Chair
- Diretto da: Eric Appel
- Scritto da: Megan Amram

### Trama
Sono passati diversi giorni da quando Laurie ha licenziato Barker e non ha ancora trovato qualcuno che possa sostituirlo come amministratore delegato, comunque inizia a fare diversi colloqui offrendo a molte persone il posto, nel mentre Richard, Jared, Dinesh e Gilfoyle lavorano al budget che si è notevolmente ridotto a causa dei pessimi investimenti di Barker e della sua liquidazione, Richard vorrebbe assumere altri ingegneri per la piattaforma ma non sa dove trovare il denaro per stipendiarli, l'unica soluzione sarebbe quella di vendere gli uffici e il materiale, e tornare a lavorare all'incubatrice, e fare tagli al personale, così guadagnerebbero abbastanza, ma non ha l'autorità per farlo, però Jared gli fa notare che anche se non è più a capo dell'azienda in mancanza di un amministratore delegato lui può fare ciò che vuole essendo, in veste di CTO, il dirigente di maggior livello. Richard licenzia quindi i membri del team di vendite, e mette gli uffici in vendita, ma Richard apprende dai dipendenti appena licenziati che c'è una blogger, C.J. Cantwell, che sta scrivendo pessime recensioni su di lui. Richard convince Laurie a fare un un'intervista con Cantwell per convincerla a scrivere un articolo migliore altrimenti se continuerà a fare delle recensioni così pessime nessun buon programmatore si farà assumere a Pied Piper; Laurie accetta ma a patto che Richard, prima di farsi intervistare, parli prima con la PR della Raviga la quale lo guiderà su ciò che dirà durante l'intervista, dato che Richard quando è sotto pressione tende a perdere facilmente il controllo, temendo che possa fare qualche sciocchezza. Erlich e Bighetti mettono in piedi la loro nuova società chiamata "Bachmanity" che includerà l'unione di tutte le loro proprietà individuali, a eccezione di Pied Piper. Jared riesce a vendere gli uffici e i materiali, ma si viene a creare un problema: Gilfoyle per errore ha messo il drive di Dinesh tra quelli da vendere, lì c'è la proprietà intellettuale della piattaforma, quindi Jared, Gilfoyle e Dinesh cercano la donna alla quale lo hanno venduto, scoprendo che lo ha regalato a suo padre, quindi Gilfoyle entra nella casa dell'uomo facendogli credere di essere lì in veste di membro della squadra geek per riparare il drive, ma poi lo danneggia con un trapano, rendendolo inutilizzabile, riuscendo nell'impresa. Richard scopre che Laurie ha offerto il posto di amministratore delegato anche a Bighetti, e questo manda Richard su tutte le furie dato che lei sembra non tenerlo minimamente in considerazione per quella carica. Laurie e Monica vanno a cena insieme, l'amministratrice delegata della Raviga confessa a Monica che ha sbagliato a rimuovere Richard dando il suo posto a Barker, e che Richard è la persona giusta per essere l'amministratore delegato di Pied Piper e che quindi gli ridarà la carica, specialmente perché ha dimostrato un buon carattere in questo periodo, e che la ragione per cui negli ultimi giorni ha fatto finta di offrire il seggio di amministratore delegato ad altre persone è per salvare le apparenze, infatti se avesse ridato il seggio a Richard subito dopo il licenziamento di Barker avrebbe fatto la figura del "ripiego". Richard, che è all'oscuro della cosa, va alla Raviga per l'intervista con Cantwell, ma prima parla con la PR, con la quale sfoga tutta la sua rabbia facendo una scenata di isteria, salvo poi scoprire che quella non è la PR, ma proprio Cantwell; dopo averlo capito Richard cerca di convincerla a non scrivere ciò che lui le ha riferito, Cantwell gli offre un compromesso: se entro domani, prima di mezzogiorno, non le offrirà una storia migliore, lei scriverà sul suo articolo tutto ciò che Richard le ha detto. Bighetti, casualmente, rivela a Richard che Gavin ha manomesso la neutralità dei suoi motori di ricerca per cancellare tutti i link negativi su di lui, quindi Richard, Monica e Erlich convincono Cantwell a rinunciare all'articolo che doveva scrivere su Richard e Pied Piper, e in cambio Bighetti le riferirà tutti i dettagli di ciò che ha fatto Gavin. Richard è nuovamente l'amministratore delegato della sua compagnia, inoltre ora lavorerà con i nuovi ingegneri assunti per la programmazione della piattaforma, con cui lavorerà per via video, inoltre Jared fa una sorpresa a Richard: la sedia di Barker quando era lui l'amministratore delegato, l'unica cosa che non ha venduto.

## Bachmanity Insanity
- Diretto da: Eric Appel
- Scritto da: Carson Mell

### Trama
Richard va a cena con i suoi amici e incontra una ragazza di nome Winnie, una programmatrice che lavora per Facebook, i due iniziano a uscire insieme, quindi Jared prende l'esempio di Richard e inizia ad andare a letto con diverse ragazze dimostrando di riscuotere un certo successo con le donne. Erlich noleggia Alcatraz per la festa di inaugurazione della Bachmanity, in stile hawaiano. Dinesh fa amicizia con una delle programmatrici che lavora alla piattaforma con la quale comunica in via video, Elizabet, che vive in Estonia, per la quale inizia a provare attrazione, ma dato che la risoluzione video non è delle migliori, inizia a maturare l'idea che non sia una bella ragazza, quindi migliora l'immagine, la quale ora è perfetta, rimanendo compiaciuto del fatto che è una bella ragazza, ma dato che anche Elizabet ora può vedere bene Dinesh, ne rimane delusa inventandosi che ha un marito, cosa a cui nessuno crede. Gavin è alle prese con i protestatori che si sono appostati davanti alla sede della Hooli non contenti di aver appreso che lui ha manomesso l'integrità dei motori di ricerca, Gavin decide di intentare causa a Cantwell pur di costringerla a rivelargli l'identità della fonte anonima che le ha fatto la soffiata, violando l'accordo di non divulgazione. Erlich, che per paura che Gavin possa scoprire ciò che ha fatto Bighetti, perdendo anche i soldi della liquidazione, compra il blog di Cantwell per 500.000 dollari. Richard scopre che Winnie preferisce gli spazi ai tabs nella trascrizione dei codici, e essendo praticamente intollerante alla cosa, decide di non uscire più con Winnie. Erlich mette in piedi la sua festa a Alcatraz dove prendono parte tutti i suoi amici, ma poi il commercialista di Bighetti gli dà una pessima notizia, non ci sono più soldi, infatti Erlich, a causa del suo modo per niente parsimonioso di spendere il denaro, ha speso tutta la liquidazione di Bighetti.

## To Build a Better Beta
- Diretto da: Jamie Babbit
- Scritto da: John Levenstein

### Trama
Richard e i suoi amici cercano d eliminare tutti i bug della piattaforma, Dinesh fa notare a Richard che se lanciassero una versione beta della piattaforma sarebbero gli utenti a identificare i bug facilitando la cosa, ma Richard non se la sente, però poi scopre che Gilfoyle senza il suo permesso ha dato alla sua fidanzata Tara una versione beta della piattaforma, Tara informa Richard che ne è entusiasta, poi trova un bug a cui Gilfoyle pone rimedio, quindi Richard cambia idea e dunque lui, Gilfoyle, Jared e Dinesh offrono la versione beta ai loro amici per testarla. Bighetti deve fare fronte alle spese per la festa ad Alcatraz dato che l'assegno per il catering e il noleggio della location era scoperto, quindi deve dare via la sua roba, ma non serve a molto visto che non l'aveva comprata ma solo presa a noleggio, purtroppo il suo commercialista informa Erlich che pure lui dovrà addossarsi le spese perché a causa della Backmanity tra lui e Bighetti c'è una partnership e quindi i debiti di Bighetti sono anche i suoi. Monica, saputo del lancio della versione beta, chiede a Richard di averne una, Erlich intanto chiede a Jared di aiutarlo con le sue finanze, Jared gli fa notare che una somma del denaro della liquidazione della Hooli è sparita, Erlich non ci mette molto a capire che è stato il commercialista di Bighetti a rubarla, quindi Bighetti e Erlich vanno da lui, in effetti il commercialista ammette di aver usato la somma per risarcire i clienti che aveva precedentemente truffato. Erlich e Bighetti vanno dalla procuratrice distrettuale per sporgere denuncia contro il commercialista con l'accusa di appropriazione indebita, ma la procuratrice fa capire a Erlich che non avrebbe senso sporgere denuncia perché la causa legale sarebbe costosa e anche se la vincessero non riavrebbero indietro il denaro dato che è già stato usato, facendogli notare che visto il modo superficiale in cui ha speso i soldi della liquidazione sarebbero finiti anche senza la truffa, consigliandogli di pensare a come coprire le spese. Tutte le persone che hanno provato la versione beta sono entusiaste, quindi Richard decide finalmente di lanciarla sul mercato, poi riceve la visita di Monica e le chiede se la versione beta è stata di suo gradimento, ma lei gli dice che non ha ancora avuto modo di usarla, comunque Richard e Gilfoyle notano che c'è qualcosa di strano nel suo comportamento. Richard vuole ringraziare le persone che si sono offerte di testare la versione beta, quindi Gilfoyle cerca di rintracciare gli utenti con il GPS, e così si rendono conto che uno degli utenti si trova nell'indirizzo della sede della Hooli, infatti sono entrati in possesso di una versione beta, Gavin e i suoi dipendenti sono stupefatti delle ottime funzionalità della piattaforma, Gavin decide di ricopiarla spronando i suoi ingegneri a mettersi al lavoro, ma i suoi dipendenti gli fanno capire che è impossibile perché la loro piattaforma non ha le capacità per gestire una tale rete neurale e non hanno ingegneri abbastanza competenti per una cosa del genere, l'unica soluzione sarebbe quella di ricominciare tutto da capo. Gilfoyle decide di eliminare l'account della Hooli ma Richard lo convince a giocare in maniera più pesante, infatti Richard e Gilfoyle invadono la rete della Hooli con una bomba a decompressione che manomette tutto il sistema della Hooli, quindi Gavin per attenuare il danno fa togliere la corrente elettrica all'edificio. Dopo questo fallimento Aly e Jason si licenziano. Mentre guarda gli account delle persone che hanno testato la versione beta della piattaforma, Richard nota che Monica, a dispetto di ciò che aveva detto, aveva usato la versione beta il giorno prima, non riuscendo a capire la cosa; Gilfoyle gli fa capire che Monica gli ha semplicemente mentito. Richard va da Monica per dei chiarimenti, lei alla fine ammette che la piattaforma non le è piaciuta, ma che non deve preoccuparsi dato che tutti gli altri hanno fatto solo commenti positivi, però ora Richard si sente demoralizzato perché per lui l'opinione di Monica è più importante delle altre e ora non è più convinto di voler lanciare sul mercato la piattaforma. Monica gli fa capire che lui deve sempre mettere in conto che qualcuno potrà avere un'opinione diversa dalla sua, ma aggiungendo anche che lei non ha mai avuto propriamente fiducia nella piattaforma ma in Richard, e che se lui sente che il suo prodotto è pronto per il mercato allora deve lanciarlo. Erlich per fare fronte alle spese segue il consiglio della procuratrice e vende a Laurie le sue quote di Pied Piper. Seguendo il consiglio di Monica, Richard finalmente lancia la piattaforma sul mercato.

## Bachman's Earning's Over-Ride
- Diretto da: Jamie Babbit
- Scritto da: Carrie Kemper

### Trama
La fama e il successo di Pied Piper continuano a crescere: la loro piattaforma ha conquistato il mercato. Però Monica sprona Erlich a essere onesto con Richard dato che non gli ha ancora rivelato di aver venduto il suo pacchetto azionario, intimandogli di farlo il prima possibile altrimenti sarà lei a dirglielo. I membri del consiglio di amministrazione della Hooli informano Gavin che lo priveranno del suo ruolo di amministratore delegato per collocarlo da qualche altra parte dati i suoi fallimenti, infatti tra Nucleus e End Frame ha sperperato 750 milioni di dollari; Gavin si sente umiliato visto che vogliono togliergli la carica di amministratore delegato dalla società che lui stesso ha creato. Jared e Richard fanno un colloquio di lavoro a David, per una posizione come PR, ma lui decide di rifiutarla perché quando era nell'ufficio di Laurie ha visto dei documenti di vendita per un pacchetto azionario, e dato che solitamente i membri del consiglio di una società vendono le loro azioni solo quando l'azienda si avvia al fallimento, David decide di rifiutare l'incarico. Richard non capisce come sia possibile, poi ripensa a Monica dato che lei era l'unica per niente entusiasta della piattaforma, e matura l'idea che sia stata lei a vendere le sue quote azionarie, quindi le telefona, ma poi Monica gli confessa la verità, cioè che è stato Erlich a vendere le sue azioni. Gavin decide di ritirarsi per un po' quindi prende il suo jet privato per prendersi una pausa, incontrando per caso Barker, i due decidono di prendere lo stesso jet da buoni amici. Richard si confronta con Erlich che ammette di aver venduto le sue azioni in cambio del denaro per coprire le spese della festa a Alcatraz. Richard lo informa che ha deciso di indire una conferenza stampa dove spiegherà le ragioni per cui lui ha venduto il suo pacchetto azionario prima che le persone pensino che la società rischi il fallimento, e in tal caso nessuno vorrà farsi assumere; ma Erlich lo prega di non farlo perché se tutti venissero a sapere delle circostanze imbarazzanti per cui ha dovuto vendere quelle azioni la sua reputazione sarà finita e nessuno lo prenderà più sul serio nella Silicon Valley, ma Richard è irremovibile perché non intende danneggiare Pied Piper facendogli tenere presente che lui si è messo nei guai da solo organizzando quella festa. Richard dà a Erlich un assegno per coprire le spese dell'affitto dell'incubatrice informandolo che la ditta troverà un'altra sede inoltre lo informa che darà a Jared il suo posto nel consiglio direttivo di Pied Piper, perché ora la cosa più saggia da fare è quella di chiudere tutti i ponti tra Erlich e Pied Piper. Richard va alla festa di Vanity Fair alla quale è stato invitato, il ricevimento si tiene in un hotel, e lì Richard incontra Russ Hanneman, che gli rivela che Erlich inizialmente voleva vendere a lui le sue azioni, la metà per l'esattezza, ma Laurie è intervenuta impedendo l'affare costringendo Erlich non solo a imporgli il veto di non dare a Russ la metà delle sue azioni, ma di darle tutte a lei per una somma minore rispetto a quella offerta da Russ. Richard alla festa parla con Laurie per dei chiarimenti, lei ammette di aver interferito nell'affare tra Russ e Erlich, infatti quando Russ finanziò Richard in passato gli diede il potere di controllare completamente la compravendita delle azioni di Pied Piper in possesso dei membri del consiglio direttivo, ma quando Russ ha ceduto a Laurie il suo posto nel consiglio direttivo quel potere è passato automaticamente a lei, che ha impedito a Erlich di vendere a Russ le sue azioni, poi le ha comprate lei per una somma pari a quella dei debiti di Erlich, quindi lui pur avendo estinto ogni debito con i soldi delle azioni non ci ha guadagnato niente. Erlich decide di dare a Cantwell l'esclusiva della notizia quindi lei scrive un articolo umiliante su di lui e sul motivo per cui ha ceduto il suo pacchetto azionario. Richard, capendo che il suo amico è stato umiliato anche troppo, decide di lasciare la festa e di tornare all'incubatrice e dà a Erlich un lavoro a Pied Piper come PR, che Erlich accetta.

## Daily Active Users
- Diretto da: Alec Berg
- Scritto da: Clay Tarver

### Trama
Laurie invita Richard e la sua squadra a un cocktail party in una galleria d'arte per festeggiare il crescente successo di Pied Piper che ha guadagnato oltre 500.000 installazioni, però Richard prende Monica da parte e le confessa un problema di cui solo lui e Jared al momento sono al corrente, ovvero che le installazioni pur essendo molte non contano quanto gli utenti giornalieri, i quali sono meno di 20.000 quando invece dovrebbero essere almeno 50.000 per concretizzare il successo della piattaforma. Monica, tramite una sua amica che si occupa di ricerche di mercato, mette in piedi un focus group per far provare la piattaforma a dei volontari i quali però non sono per niente soddisfatti della creazione di Richard. Quest'ultimo non capisce quale sia il problema dato la versione beta aveva riscosso successo tra gli ingegneri informatici a cui l'aveva fatta provare, a eccezione di Monica, l'unica a non essere un ingegnere oltre al fatto che era l'unica a cui non era piaciuta; a quel punto sia Richard che Monica capiscono la vera entità del problema: la piattaforma è troppo complessa, Richard e i suoi amici hanno fatto lo sbaglio di farla provare più che altro ai loro amici programmatori che essendo pratici del settore sapevano come usarla al pieno delle sue funzionalità ma invece per i normali utenti è troppo complessa da usare, quindi non è adatta per un mercato di vendita più generico. Richard spiega il problema ai suoi amici puntualizzando che tra l'altro è impossibile rendere la piattaforma meno complessa, secondo Richard la mossa giusta sarebbe quella di investire ciò che resta del budget per una campagna di marketing più aggressiva e per istruire gli utenti con dei tutorial, ma i dipendenti di Pied Piper sono consapevoli che sarà un fallimento, quindi si licenziano. Uno di loro va alla Hooli in cerca di lavoro e Gavin viene a sapere da lui del fallimento della piattaforma, quindi Gavin approfitta della cosa per riportare il consiglio di amministrazione dalla sua parte facendogli credere con l'inganno che lui già sapeva del futuro fallimento della piattaforma di Richard e che lui segretamente stava preparando il lancio della Scatola annunciando che Barker sarà il nuovo direttore della divisione End Frame. I membri del consiglio di amministrazione ritornano sui loro passi e decidono di non revocare a Gavin la carica di amministratore delegato. Purtroppo le iniziative di Richard non riscuotono successo e il valore delle azioni di Pied Piper è precipitato. Richard, disperato, si rannicchia nella vasca da bagno, Jared cerca di consolarlo ma non ci riesce, Richard ripensa a tutto ciò che ha fatto per creare la piattaforma e a tutti gli ostacoli che ha dovuto affrontare come Gavin e la sua causa legale o Barker e la sua Scatola, e alla fine è riuscito a completare la piattaforma ma solo per scoprire che non piace a nessuno, conscio che non può combattere contro l'opinione pubblica, inoltre ammette che si è stufato di collezionare solo delusioni; infine informa Jared che darà il denaro restante del budget a lui, Dinesh, Gilfoyle e Erlich per ripagarli dei loro sacrifici anche se è meno di quanto meritano. Proprio quando Richard stava per dichiarare bancarotta, i suoi amici lo informano che il numero di utenti giornalieri è aumentato superando i 30.000 e questo rende felice Richard e il resto della squadra, ma ciò che tutti ignorano e che in realtà Jared ha pagato una click farm di utenti a Bangladesh per usare giornalmente la piattaforma.

## The Uptick
- Diretto da: Alec Berg
- Scritto da: Alec Berg

### Trama
Richard parla con Jared in privato dicendogli che ha scoperto della click farm, infatti Richard, incuriosito dall'incremento del numero degli utenti giornalieri, ha indagato scoprendo l'inganno dato che tutti scaricavano sempre la stessa foto in una cartella condivisa. Jared si scusa con lui, ma Richard non è arrabbiato dato che aveva buone intenzioni, comunque gli chiede di non rivelarlo a nessuno per il momento. L'elefante che Gavin ha fatto esportare è morto, quindi lo fa gettare illegalmente nell'oceano durante la notte. Erlich dà alla squadra una grande notizia: è riuscito a procurarsi un colloquio con la Coleman Blair Partners, un'azienda che vuole erogare fondi a Pied Piper visto l'aumento di utenti giornalieri. Richard a questo punto decide di dire a Erlich la verità prima di accettare quei fondi diventando complici di una frode, ma viene fermato che Gilfoyle e Dinesh i quali, con delle allusioni, gli fanno capire di essere a conoscenza della faccenda della click farm, loro in realtà sono a favore della cosa e danno a Richard una flash drive contenente uno zombie-script che dovrebbe rendere irrintracciabili gli indirizzi degli utenti veri da quelli della click farm. Cantwell, avvertita da Patrice (la segretaria che Gavin ha licenziato) telefona a Gavin dicendogli che scriverà un articolo compromettente su di lui e del modo in cui si è disfatto del corpo dell'elefante, quindi Gavin per evitare problemi si offre di comprare il suo blog per 2.000.000 di dollari, e dato che il blog appartiene alla Bachmanity saranno Erlich e Bighetti a intascarsi la cifra. Jared cerca di convincere Richard a non andare fino in fondo con questa truffa perché queste azioni disoneste non sono da lui, ma Richard è ancora sicuro che un giorno la piattaforma in futuro avrà successo e con i finanziamenti della Coleman Blair Partners resteranno in piedi, aggiungendo che a comportarsi bene nel mondo degli affari non ci si guadagna mai nulla. Monica telefona a Richard rimproverandolo dopo aver scoperto che ora vuole finanziamenti da un'altra azienda invece che chiederli alla Raviga, intimandogli di non farlo, ma Richard chiude la telefonata, poi lui e Erlich vanno alla riunione con i dirigenti della Coleman Blair Partners per firmare il contratto, ma poi lui inizia ad avere dei ripensamenti. Inizialmente i dirigenti della Coleman Blair Partners credevano che la sua fosse una mossa per aumentare la cifra, quindi decidono di aumentare i fondi, ma poi Richard ammette che le cifre degli utenti sono false e quindi il contratto viene annullato. Erlich rimprovera Richard sfogando su di lui tutta la sua rabbia, Richard si giustifica dicendogli che quella era una frode e che non potevano imbrogliarli, ma Erlich è dell'opinione che una volta intascata la cifra avrebbero potuto risolvere la faccenda della click farm in un secondo momento, ma Richard tirandosi indietro ha distrutto la sua reputazione e adesso nessuno a Palo Alto vorrà più firmare contratti con loro dato che verranno bollati come truffatori. Monica va da Richard nell'incubatrice e lo ringrazia avendo capito che la ragione per cui non voleva più finanziamenti dalla Raviga era per proteggerli dalla truffa affermando che ha fatto bene a non portare avanti la frode; purtroppo Monica dà a Richard una brutta notizia, ora che la storia della truffa è diventata ufficiale Laurie venderà Pied Piper, ma dato che ha una brutta nomea probabilmente nessuno la vorrà e Richard potrebbe comprarla a ribasso. Erlich decide di usare i soldi guadagnati dalla vendita del blog per farsi una vacanza, intanto l'app di Dinesh per le video chat (a cui nessuno all'inizio aveva prestato attenzione) sta avendo successo, oltre 4.000 utenti, e Richard è compiaciuto della cosa dato che l'app è un prodotto Pied Piper. Barker e Gavin offrono a Laurie 1.000.000 di dollari per comprare Pied Piper per poi smantellarla, per la sola soddisfazione di distruggere definitivamente Richard. Quest'ultimo va alla Raviga per votare sulla vendita dell'azienda scoprendo poi che Laurie l'ha venduta a Erlich e Bighetti per una cifra di 1.000.001 dollari, cosa di cui Richard e Monica sono abbastanza compiaciuti. Richard ringrazia Erlich, il quale afferma che è stata un'idea di Bighetti e che lui ha deciso di comprare Pied Piper solo perché l'app delle video chat è abbastanza promettente. Richard e Erlich fanno pace e festeggiano nell'incubatrice con Monica, Jared, Gilfoyle, Dinesh e Bighetti.